# Vladimir Prochorov
Vladimir Sergeevič Prochorov (in russo Владимир Сергеевич Прохоров?; traslitterazione anglosassone Vladimir Sergeevich Prokhorov; Čusovoj, 25 maggio 1984) è uno slittinista russo.

## Biografia
Ha iniziato a gareggiare per la nazionale russa nelle varie categorie giovanili nella specialità doppio in coppia con Ivan Nevmeržickij, con il quale ha condiviso tutti i suoi risultati anche nella categoria superiore fino alla conclusione della stagione 2013/14, ottenendo un terzo posto nella classifica finale della Coppa del Mondo juniores nel 2007/08 ed una medaglia di bronzo ai mondiali juniores di Schönau am Königssee 2003.
A livello assoluto ha esordito in Coppa del Mondo nella stagione 2003/04 e dall'edizione 2014/15, dopo aver concluso il suo sodalizio con Nevmeržickij, ha gareggiato in coppia con Vladislav Južakov; il 29 novembre 2014, al debutto con il nuovo compagno, ha conquistato il primo podio della sua carriera nel doppio ad Igls (2°). In classifica generale come miglior risultato si è piazzato al sesto posto nella specialità del doppio nel 2014/15.
Ha preso parte a sette edizioni dei campionati mondiali, ottenendo, quale migliore risultato, la quinta piazza nella prova a squadre a Park City 2005 mentre nella specialità biposto il suo più importante piazzamento è stata la settima posizione raggiunta ad Altenberg 2012. Nelle rassegne continentali è giunto sesto nel doppio a Soči 2015.

## Palmarès

### Mondiali juniores
- 1 medaglia:
  - 1 bronzo (doppio a Schönau am Königssee 2003).

### Coppa del Mondo
- Miglior piazzamento in classifica generale nel doppio: 6° nel 2014/15.
- 1 podio (nel doppio):
  - 1 secondo posto.

### Coppa del Mondo juniores
- Miglior piazzamento in classifica generale nel doppio: 3° nel 2003/04.